# Andrés García (actor)
Andrés García García (Santo Domingo, 24 de mayo de 1941-Acapulco, 4 de abril de 2023) fue un actor dominicanomexicano. Participó en varias películas de cine de ficheras. También incursionó como youtuber.

## Biografía y carrera
Nació en Santo Domingo, República Dominicana, hijo de exiliados españoles de la guerra civil española, que recibieron refugio como parte de una política de Rafael Leónidas Trujillo de estimular la inmigración europea. Su padre fue un famoso aviador de combate republicano, llamado Andrés García Calle.
Tras el descontento de la familia García con el régimen autoritario imperante en República Dominicana, volvieron a emigrar, pero esta vez a México. Allí, obtuvieron la nacionalidad mexicana y se asentaron en Acapulco, sitio en el que Andrés comenzó a trabajar como lanchero a una temprana edad. Cuando era un veinteañero fue descubierto por productores de cine, mientras trabajaba en su lancha. Posteriormente inició su carrera como actor.
Inició su carrera en el cine a los veinticinco años en la película de acción Chanoc, en el papel del personaje del mismo nombre. Después de filmar decenas de películas empezó en 1970 su carrera en televisión que duró más de cuatro décadas.
Comenzando en 2020, y retirado de la actuación, García creó un canal de blogs dentro de la plataforma YouTube, con el nombre «Andrés García TV».

## Vida personal
En 1967, se casó con Sandra Vale, con quien tuvo dos hijos: los actores Leonardo García y Andrés García Jr.
En 1974, se casó con Fernanda Ampudia, con quien tuvo a la actriz y presentadora de TV, Andrea García.
En la década de 1980, se casó con Sonia Infante, sobrina de Pedro Infante, de quien después se divorció.
En 2013, se casó con Margarita Portillo. Ambos se separaron a mediados de 2020. Sin embargo, esta última lo cuido hasta su muerte en 2023.

## Enfermedad y muerte
En septiembre de 2022, su estado de salud fue reportado como delicado luego de que su esposa Margarita Portillo declarara que el actor padecía de ascitis, inflamación en sus órganos y cirrosis. El 4 de abril de 2023, García falleció en Acapulco, Guerrero a los 81 años de edad, a causa de un choque hipovolémico provocado por la cirrosis que padecía. Su cuerpo fue cremado y sus cenizas fueron esparcidas en la playa de su casa, el mismo lugar donde murió.

## Filmografía

### Cine
- Chanoc (1967)
- Super Colt 38 (1969)
- Besos, besos y más besos (1969)
- El pinto y el colorado giro (1969)
- El negocio del odio (1970)
- Minifaldas con espuelas (1970)
- Los Juniors (1970)
- Las tres magníficas (1970)
- Los destrampados (1971)
- Nadie te querrá como yo (1971)
- El principio (1972)
- La amargura de mi raza (1972)
- Adiós, New York, adiós (1973)
- Morirás con el sol (1973)
- La corona de un campeón (1974)
- Aventuras de un caballo blanco y un niño (1974)
- El cuatro dedos (1976)
- El Trinquetero (1976)
- La llamada del sexo (1977)
- Tintorera (1977)
- Cyclone (1977)
- Cuchillo (1978)
- Encuentro en el abismo (1978)
- Manaos (1978)
- Bermude: la Fossa Maledetta (1978)
- Muñecas de medianoche (1978)
- Il Triangolo delle Bermude (1978)
- Nora la rebelde (1979)
- D.F./Distrito Federal (1979)
- Carlos el terrorista (1979)
- Day of the Assassin (1979)
- El jinete de la muerte (1980)
- Las mujeres de Jeremías (1980)
- El sexo sentido (1980)
- Las cabareteras (1980)
- Las tentadoras (1980)
- Mírame con ojos pornográficos (1980)
- El giro, el pinto y el colorado (1980)
- Sexo vs. sexo (1980)
- Forja de amigos (1980)
- La leyenda del tambor (1981)
- El macho biónico (1981)
- Gallina muy ponedora, una (1981)
- Hermelinda Linda (1983)
- Las modelos de desnudos (1983)
- La venganza de María (1983)
- Cazador de demonios (1983)
- Inseminación artificial (1983)
- Se me sale cuando me río (1983)
- Pedro navaja (1983)
- Dos de abajo (1983)
- Chile picante (1983)
- Sangre en el Caribe (1984)
- La risa alarga la vida y algo más (1985)
- Mi fantasma y yo (1985)
- Toña machetes (1985)
- El niño y el Papa (1986)
- Entre compadres te veas  (1986)
- Las amantes del señor de la noche (1986)
- Río de oro  (1986)
- El Cafre (1986)
- Los plomeros y las ficheras (1987)
- Solicito marido para engañar (1987)
- Asesino nocturno (1987)
- Programado para morir (1989)
- Buscando la muerte (1989)
- Deuda saldada (1989)
- Perros de presa (1992)
- El jinete de acero (1994)
- Noi Siamo Angeli (1996)
- Puppet (1999)
- Señales de ruta (2000)
- King of Texas (2002)

### Televisión
- La sonrisa del diablo (1970) - Carlos
- Yo sé que nunca (1970)
- Velo de novia (1971) - Luciano
- Las gemelas (1972) - Leonardo
- El carruaje (1972) - Tte. Azcárate
- Ana del aire (1974) - Jorge
- Paloma (1975) - Daniel
- Ámame (1979) - Rafael Álvarez
- Tú o nadie (1985) - Antonio Lombardo
- Escándalo (1986)
- Mi nombre es Coraje (1987-1988) - Juan Coraje
- El magnate (1989-1990) - Gonzalo Santillán
- Herencia maldita (1990-1991) - Gerardo Altamira
- La mujer prohibida (1991-1992) - Germán Gallardo
- Con toda el alma (1995-1996) - Daniel Linares
- El privilegio de amar (1998-1999) - Andrés Duval
- Mujeres engañadas (1999-2000) - Javier Duarte
- La hora pico (2000) -Él mismo (anfitrión) / Gonzalo Pérez y Pérez
- Hospital Central (2002-2007)
- Al filo de la ley (2005)
- El cuerpo del deseo (2005-2006) - Pedro José Donoso
- Los simuladores (2006)
- Cuéntame cómo pasó (2007-2008) - Víctor Barqueiro
- El Pantera (2007-2008) - Rubio Barrios
- Hay alguien ahí (2010)

### Teatro
- La muchacha sin retorno (2008)[16]
- Perfume de gardenias (2011)[17]
- Tres parejas disparejas (2014)[18]
- La leyenda (2015)[19]

## Premios y nominaciones

### Premios TVyNovelas
| Año  | Categoría               | Telenovela            | Resultado |
| ---- | ----------------------- | --------------------- | --------- |
| 1986 | Mejor actor protagónico | Tú o nadie            | Nominado  |
| 1999 | Mejor actor protagónico | El privilegio de amar | Ganador   |

### Califa de Oro
| Año  | Categoría       | Telenovela            | Resultado |
| ---- | --------------- | --------------------- | --------- |
| 1999 | Mejor actuación | El privilegio de amar | Ganador   |